# Culture Shock
『Culture Shock』（カルチャー・ショック）は、日本のヴィジュアル系ロックバンド、BY-SEXUALの1枚目のスタジオ・アルバムである。1990年4月21日発売。発売元はポニーキャニオン。
デビュー・アルバム。1990年4月30日付のオリコンチャートでは初登場6位を獲得。

## 収録曲
1. BE FREE (3:07)
2. CAT'S MOOD (3:04)
3. CHILDREN EYES (3:19)
4. HAVE NO BRAINS (2:48)
5. COMMON BOY (2:30)
6. SO BAD BOY (3:13)
7. NON! (3:05)
8. OUT OF TOUCH (3:29)
9. CHIKI CHIKI (2:47)
10. HAPPY & BLUE (4:35)
11. COMEDY STORY (3:55)